# Euphorbia cotinifolia
El lechero de Cumaná, también conocido como  sangre de Líbano (Euphorbia cotinifolia L.), es una especie fanerógama perteneciente a la familia Euphorbiaceae. Es endémica de Sudamérica.

## Descripción
Euphorbia cotinifolia forma un arbusto o pequeño árbol de 2-6 (aislados hasta 19) m de altura y con corona.  Sus ramas se encuentran en la base más gruesa y con frecuencia con la edad se cubre de corteza blanca. Las ramas se dividen y en los nodos aparecen las hojas. Estas son, a grandes rasgos, triangulares, redondeadas ovaladas, con alrededor de 4 a 14 cm de largo y 2 cm de ancho con color  rojo o verde. Los tallos son casi tan largo como las hojas.
Las inflorescencias son terminales. El ciato tiene 2-4 mm. Con cuatro a seis glándulas nectarias, ovales a casi redondas, de color verde y con aproximadamente 1 mm de largo, de color blanco a crema como apéndice.

## Subespecies e incidencia
- Euphorbia cotinifolia ssp. cotinifolia  se describe anteriormente. Crece silvestre en Centroamérica y América del Sur, desde México en las islas del Caribe y Venezuela hasta Brasil a una altitud de 200 a 2600 m s. n. m.
- Euphorbia cotinifolia ssp. cotinoides (Miq.) Christenh.  Se diferencia por el follaje de color marrón rojizo, inicialmente de color marrón rojizo y ramas con densas inflorescencias.  En la naturaleza, se encuentra en la región amazónica de Surinam una altura de 0 a 500 m s. n. m., pero también en todo el mundo tropical y subtropical  como planta ornamental y se mantienen allí en parte salvaje.

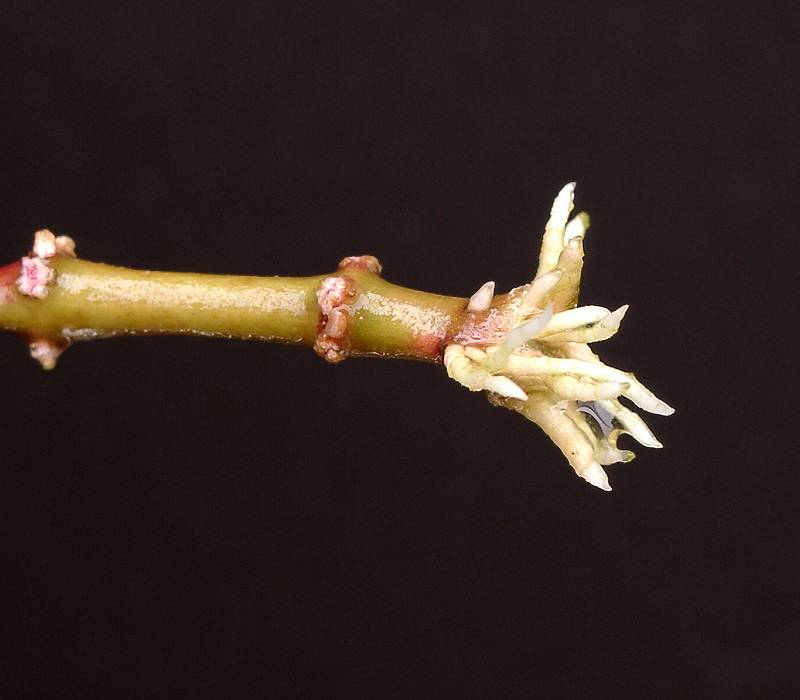

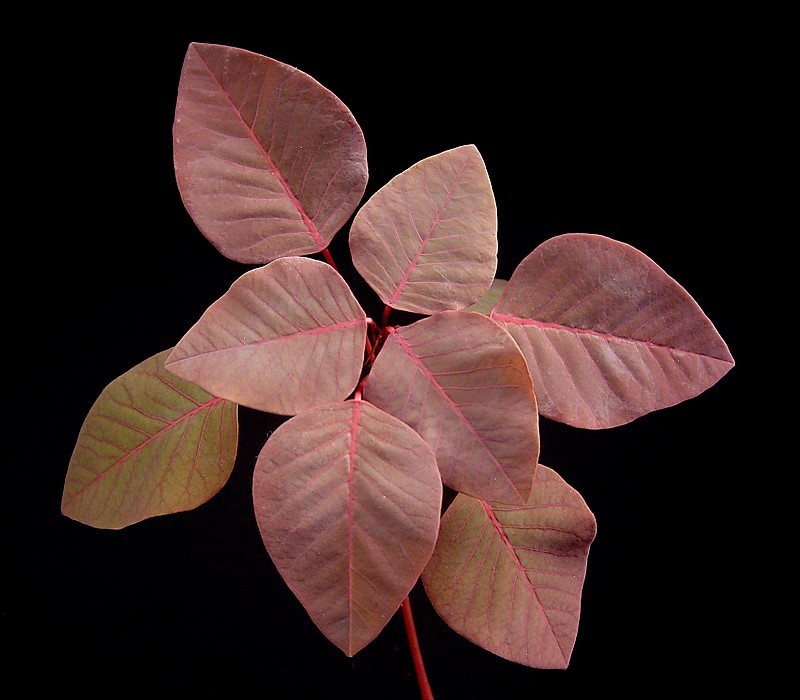
Hojas

## Taxonomía
Euphorbia cotinifolia fue descrita por Carlos Linneo y publicado en Species Plantarum 1: 453. 1753.
Etimología
Euphorbia: nombre genérico que deriva del médico griego del rey Juba II de Mauritania (52 a 50 a. C. - 23), Euphorbus, en su honor – o en alusión a su gran vientre –  ya que usaba médicamente Euphorbia resinifera. En 1753 Carlos Linneo asignó el nombre a todo el género.
cotinifolia: epíteto latino 
Sinonimia
- Aklema cotinifolia (L.) Millsp.
- Aklema scotanum (Schltdl.) Millsp.
- Aklema yavalquahuitl (Schltdl.) Millsp.
- Alectoroctonum caracasanum Klotzsch & Garcke
- Alectoroctonum cotinifolium (L.) Schltdl.
- Alectoroctonum cotinoides (Miq.) Klotzsch & Garcke
- Alectoroctonum riedelianum Klotzsch & Garcke
- Alectoroctonum scotanum (Schltdl.) Schltdl.
- Alectoroctonum willdenowii Klotzsch & Garcke
- Alectoroctonum yavalquahuitl Schltdl.
- Euphorbia caracasana (Klotzsch & Garcke) Boiss.
- Euphorbia cotinifolia subsp. cotinoides (Miq.) Christenh.
- Euphorbia cotinoides Miq.
- Euphorbia cotinoides var. riedeliana (Klotzsch & Garcke) Müll.Arg.
- Euphorbia cotinoides var. verrucosa Boiss.
- Euphorbia scotanum Schltdl.
- Euphorbia scotanum var. yavalquahuitl Boiss.
- Euphorbia venenata Schltdl.
- Tithymalus cotinifolius (L.) Haw.[4][5][6]